# 대한민국 형법 제173조
대한민국 형법 제173조는 가스·전기등 공급방해에 대한 형법각칙의 조문이다.

## 조문
제173조(가스·전기등 공급방해) ① 가스, 전기 또는 증기의 공작물을 손괴 또는 제거하거나 기타 방법으로 가스, 전기 또는 증기의 공급이나 사용을 방해하여 공공의 위험을 발생하게 한 자는 1년 이상 10년 이하의 징역에 처한다. <개정 1995.12.29>
②공공용의 가스, 전기 또는 증기의 공작물을 손괴 또는 제거하거나 기타 방법으로 가스, 전기 또는 증기의 공급이나 사용을 방해한 자도 전항의 형과 같다. <개정 1995.12.29>
③제1항 또는 제2항의 죄를 범하여 사람을 상해에 이르게 한 때에는 2년 이상의 유기징역에 처한다. 사망에 이르게 한 때에는 무기 또는 3년 이상의 징역에 처한다. <개정 1995.12.29>

第173條(가스·電氣등 供給妨害) ① 가스, 電氣 또는 蒸氣의 工作物을 損壞 또는 除去하거나 其他 方法으로 가스, 電氣 또는 蒸氣의 供給이나 使用을 妨害하여 公共의 危險을 發生하게 한 者는 1年 以上 10年 以下의 懲役에 處한다. <改正 1995.12.29.>

 ②公共用의 가스, 電氣 또는 蒸氣의 工作物을 損壞 또는 除去하거나 其他 方法으로 가스, 電氣 또는 蒸氣의 供給이나 使用을 妨害한 者도 前項의 刑과 같다. <改正 1995.12.29.>
③第1項 또는 第2項의 罪를 犯하여 사람을 傷害에 이르게 한 때에는 2年 이상의 有期懲役에 處한다. 死亡에 이르게 한 때에는 無期 또는 3年 이상의 懲役에 處한다. <改正 1995.12.29.>

## 필요적 감면
제173조 제1항과 제2항의 죄 가스·전기 등 공급방해죄의 실행에 이르기 전에(예비, 음모단계) 자수한 때에는 형을감경 또는 면제한다.

## 같이 보기
- 현주건조물방화치사죄
- 현주건조물방화죄
- 방화죄
- 대한민국 형법 제166조